# Vágur
Vágur es un pueblo y un municipio de las Islas Feroe (Dinamarca), en Suðuroy. El municipio tiene 1.377 habitantes en 2011 y una sola localidad. Es el segundo municipio más poblado de Suðuroy, tras Tvøroyri.
La economía de Vágur se enfoca en la pesca y a su industria, incluyendo cultivo de salmón. También existe ganadería de ovejas, producción de tejidos de lana feroesa, y un diversificado comercio. Se sigue practicando la caza tradicional de calderones.

## Geografía
Vágur se localiza en la costa oriental de Suðuroy, en el interior del fiordo de Vágur, en un estrecho valle costero. Hacia el oeste se encuentra el pequeño lago Vatnið y cuatro km más allá la costa occidental de la isla, donde el valle se corta abruptamente en sendos acantilados inaccesibles. Hay otros dos lagos al noroeste del pueblo, el Riskivatn y el Miðvatn. En las laderas del norte de Vágur hay un bosque inducido llamado Viðarlundin, cuyos inicios se remontan a 1956. Es de los mayores bosques de las Islas Feroe.
El municipio de Vágur colinda al sur con Sumba, al este con Porkeri y al norte con Fámjin.

## Historia

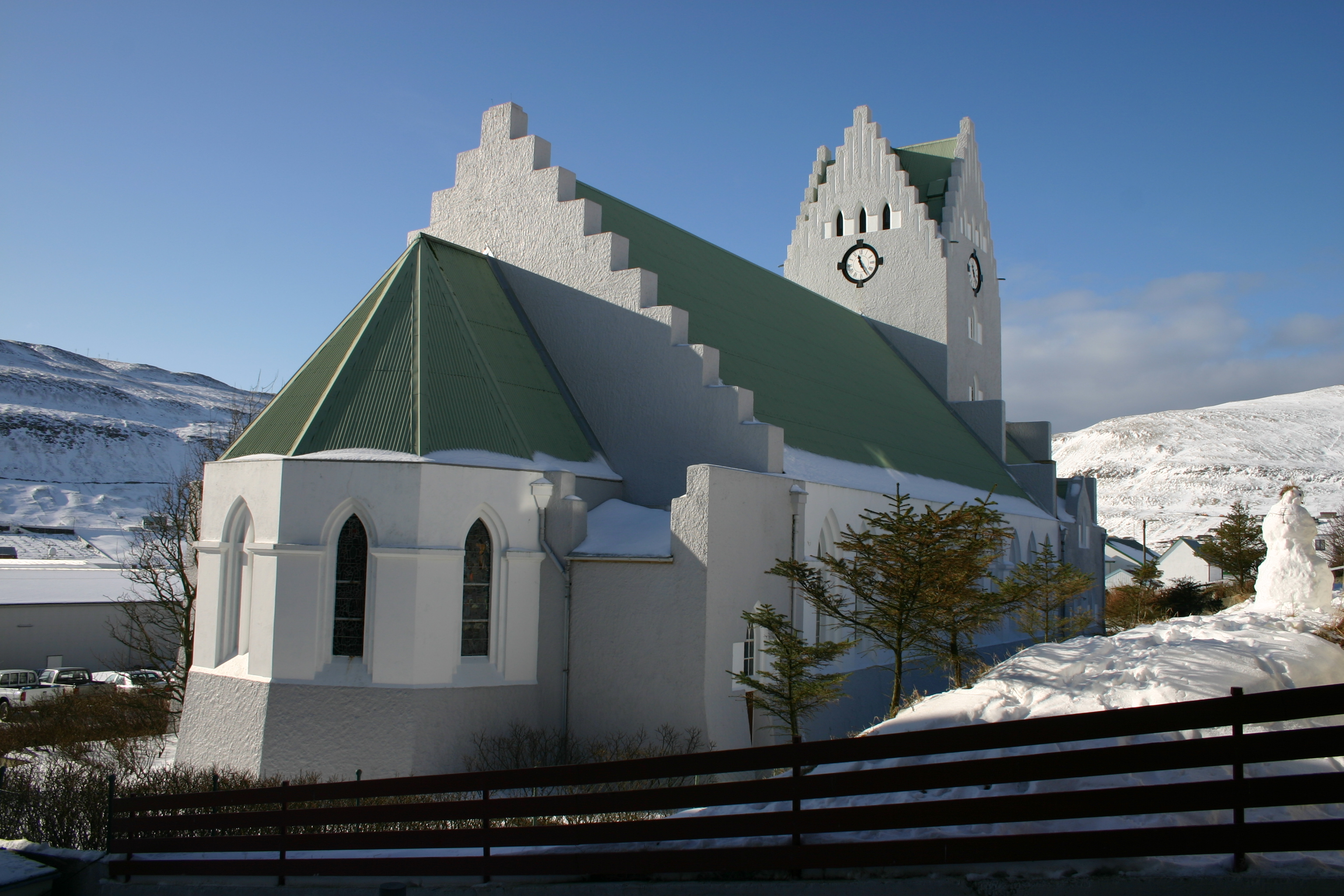
La iglesia de Vágur.

Vágur es nombrada por primera vez en la Hundabrævið, un documento de finales del siglo XIV, pero su historia podría ser anterior. El poblado creció gracias a su buen puerto y a la explotación pesquera y ballenera hasta convertirse en la segunda mayor localidad de la isla. 
Nólsoyar Páll, el héroe nacional feroés, construyó junto con otros hombres en 1804 en Vágur el Royndin Fríða ("Intento exitoso"), el primer barco que se construía en las Feroe desde la Edad Media.
La primera iglesia de la que se tiene noticia que existió en Vágur es un templo de madera de 1862. Debido al crecimiento de la población, esa iglesia fue donada al pueblo de Hov en 1942. La actual iglesia de concreto fue terminada en 1939.
En 1920 se construyó en Botni, al noroeste de Vágur, la primera planta hidroeléctrica de las Islas Feroe, aprovechando las caídas de agua del lugar. La planta sigue en funcionamiento, apoyada actualmente por una planta de diesel en el lado sur del fiordo.
Durante la ocupación británica en la Segunda Guerra Mundial, se construyeron dos búnkeres en las inmediaciones de Vágur, cuyos restos aún permanecen en pie.

## Demografía
En el municipio se encuentran Vágur y Nes. Nes es un caserío al este de Vágur, entre ésta y Porkeri; cuenta con unos 35 habitantes, pero no es reconocida como una entidad estadística por el Departamento de Estadística de las Islas Feroe, sino como un suburbio de Vágur.
Vágur es el segundo centro urbano de Suðuroy, después de Tvøroyri. La población ha descendido en términos netos desde 1985, cuando contaba con 1.759 habitantes, comparados con los 1.377 actuales.

## Infraestructura
El puerto de Vágur es el más importante de Suðuroy, junto al de Tvøroyri. Cuenta con astillero y puede recibir embarcaciones de gran calado.
Las carreteras que existen en Vágur son dos: la del oriente que comunica con Porkeri, Hov y Tvøroyri, y la del sur, que llega a Lopra y Sumba. Hay servicio diario de autobuses a Sumba y a Tvøroyri. 
Vágur cuenta con clínica médica, escuela, oficina de correos, estación de bomberos, estaciones de servicio, un hotel, bancos y diversos establecimientos comerciales.

## Deporte y cultura
Vágur alterna con Tvøroyri la celebración anual del festival de San Juan (Jóansøka) en el último fin de semana de junio. Es una especie de versión menor del festival de San Olaf (Ólavsøka) celebrado cada verano en Tórshavn. Hay eventos culturales y competencias de remo.
El Vágs Bóltfelag (VB) fue el club de fútbol de Vágur durante 100 años, desde su fundación en 1905 hasta 2005, cuando se fusionó con el Sumba ÍF para formar el FC Suðuroy. Este club representa a los pueblos de Vágur y Sumba en la segunda división feroesa y otras categorías menores. El equipo mayor juega en el estadio Vesturi á Eiðinum, en Vágur.
El Vágs Bóltfelag continúa vigente como un club de balonmano femenino. Hay también un club de remo y uno de natación.
El edificio de la antigua escuela sirve hoy como un espacio cultural. En él hay dos pequeños museos: el Museo de Arte Ruth Smith, consagrado a la destacada pintora nativa de Vágur, y el Museo de la Segunda Guerra Mundial, inaugurado en 2010, que contiene modelos a escala de los barcos de Vágur desaparecidos durante la guerra.
La iglesia de Vágur es una construcción de concreto de 1939 de inspiración neogótica. Artísticamente son valiosos sus vitrales, y su retablo de Cristo de 1867.
El monumento al Royndin Fríða conmemora la construcción del primer barco feroés desde la Edad Media en el puerto de Vágur en 1804. El monumento a los desaparecidos en el mar es una escultura de cobre de 1977 del artista feroés Fridtjof Joensen. Hay también una estatua al reconocido clérigo Jákup Dahl.

## Política
Vágur se gobierna por un concejo municipal de 9 miembros. En las elecciones de 2008 se postularon cuatro diferentes listas. Desde 2009 la alcaldesa es Kirstin Strøm Bech.

## Personas célebres
- Jákup Dahl (1878-1944). Pastor luterano y traductor de la Biblia.
- Ruth Smith (1913-1958). Pintora.
- Marita Petersen (1940-2001). Primera ministra de las Islas Feroe.
- Rúni Brattaberg (1966). Cantante de ópera.
- Pál Joensen (1990). Nadador de estilo libre.